# Скобелевская
Скобелевская — станица в Гулькевичском районе Краснодарского края.
Административный центр Скобелевского сельского поселения.

## География
Станица расположена в степной зоне на реке Зеленчук Первый в 26 км юго-западнее районного центра — города Гулькевичи.

### Улицы
| - пер. Молодёжный, - пер. Спортивный, - ул. Дружбы, - ул. Западная, - ул. Южная, - ул. Колхозная, - ул. Мира, | - ул. Молодёжная, - ул. Новая, - ул. Октябрьская, - пер. Молодёжный, - ул. Урожайная, - ул. Школьная, - ул. Южная. |

## История
Посёлок Зеленчукский основан в 1879 году. В 1908 году переименован в пос. Скобелевский. Не позже 1946 года преобразован в станицу.
Назван в честь выдающегося русского полководца, генерала от инфантерии, Скобелева Михаила Дмитриевича

## Население
| 2002 | 2010  |
| ---- | ----- |
| 1265 | ↘1216 |

## Галерея

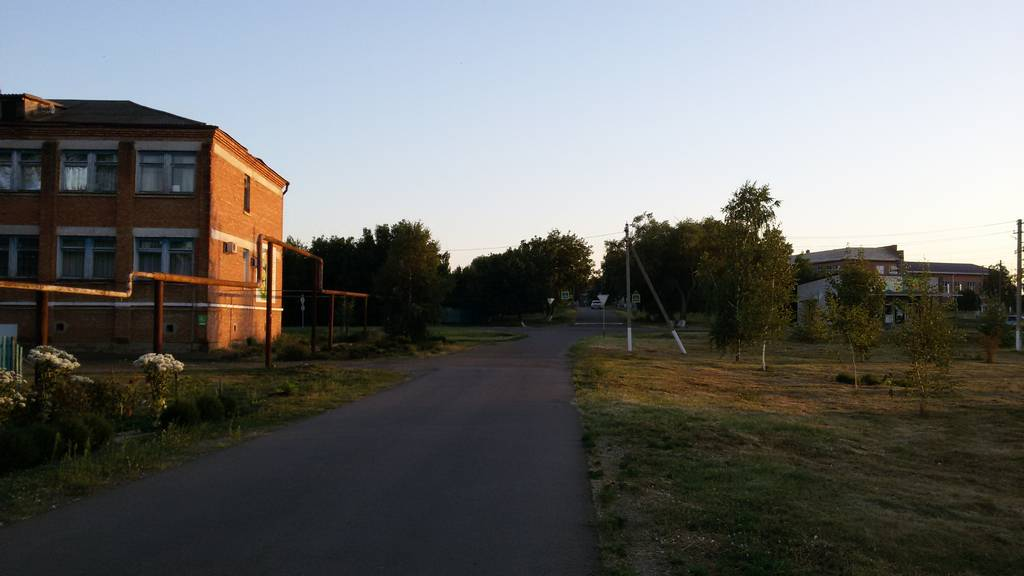
Станица Скобелевская Гулькевичский район Краснодарского края
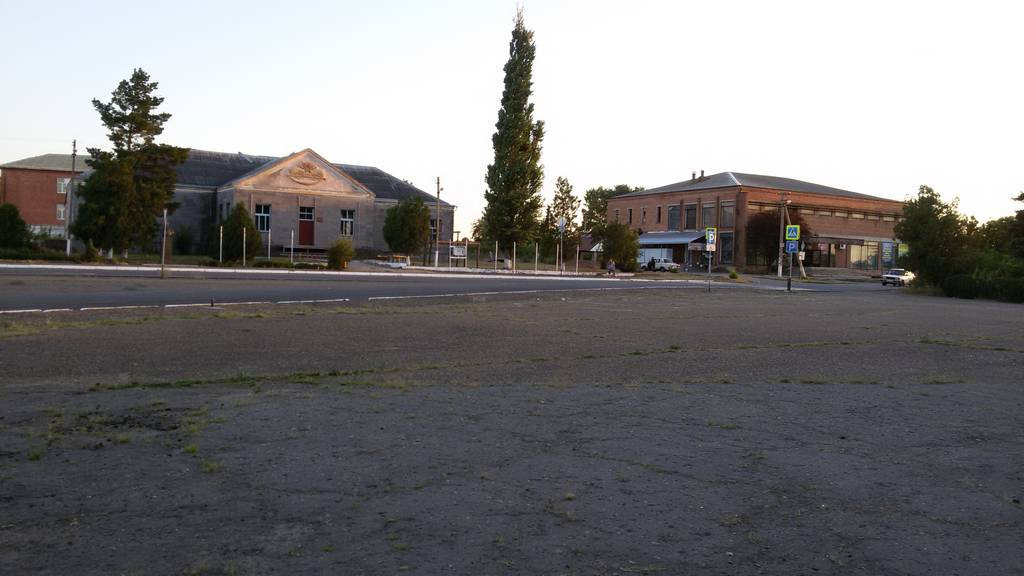
Станица Скобелевская центральная площадь
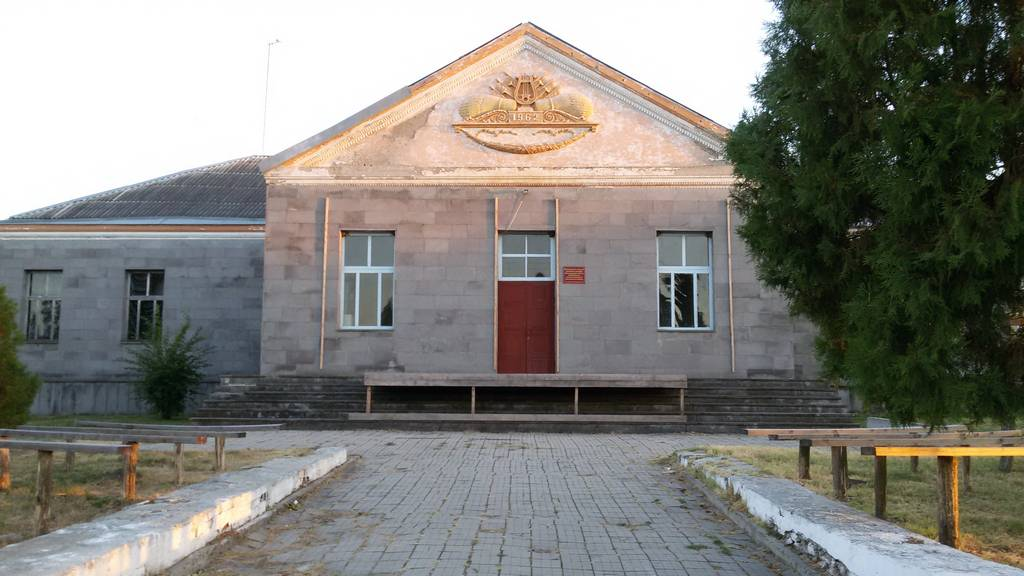
Дом культуры в ст. Скобелевская
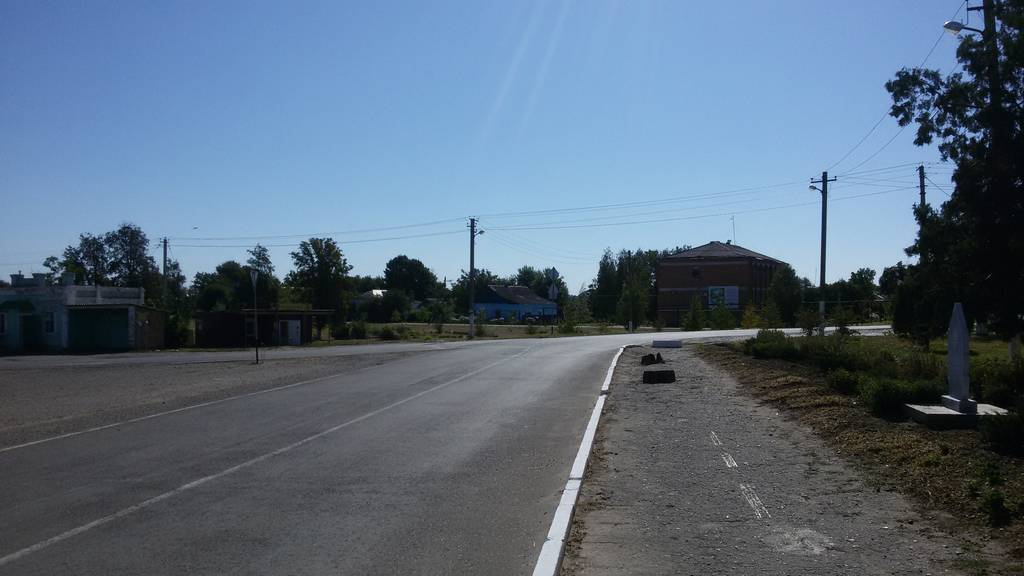
Скобелевская станица